# Brindisi Football Club
El Brindisi Football Club es un club de fútbol de Italia, con sede en Bríndisi, en Apulia. Fue fundado en 1912 y refundado varias veces. Compite en la Eccellenza Apulia, quinta categoría del fútbol italiano.

## Historia
El Brindisi fue fundado el 7 de marzo de 1912 como Brindisi Sport. A lo largo de su historia, el club blanquiazul ha participado en seis campeonatos de Serie B; de éstos, el último en la temporada 1975-1976. En 2003 ganó la Copa Italia de Serie C.

## Estadio
El club disputa sus partidos de local en el Estadio Franco Fanuzzi. Fanuzzi fue un empresario brindisino y un histórico presidente del Brindisi. Posee una capacidad máxima de 10.543 espectadores.

## Palmarés

### Torneos interregionales
- Serie C (1): 1971-72 (Grupo C)
- Copa Italia de la Serie C (1): 2002-03
- Serie C2 (1): 1984-85 (Grupo C)
- Serie D (4): 1967-68 (Grupo H), 2001-02 (Grupo H), 2008-09 (Grupo H), 2022-23 (Grupo H)

### Torneos regionales
- Seconda Divisione Puglia (1): 1935-36 (Grupo C)
- Promozione Puglia (1): 2017-18 (Grupo B)